# Kurt von Hammerstein-Equord
Kurt Gebhard Adolf Philipp von Hammerstein-Equord, född 26 september 1878 i Hinrichshagen (i nuvarande Woldegk), död 25 april 1943 i Berlin, var en tysk friherre och militär.
von Hammerstein-Equord blev officer vid infanteriet 1898, överstelöjtnant 1920, överste 1925, generalmajor 1929 och general av infanteriet 1930. Han var vid första världskrigets utbrott kapten och vid krigsslutet major i generalstaben. Han övergick därefter i det nya tyska riksvärnet och var 1921–1929 stabschef vid 3:e fördelningen. Den 1 november 1930 blev han näst efter rikspresidenten högste befälhavare över tyska armén.
Senare blev von Hammerstein-Equord generalöverste i Tredje riket. För eftervärlden är han framför allt känd för sitt motstånd mot Adolf Hitler. Han deltog i flera planer för att störta Hitler. Han blev efter hand omplacerad och till slut avsatt, och avled i cancer.